# Bidon (album)
Pour les articles homonymes, voir Bidon.
Albums de Alain Souchon
J'ai dix ans
(1974) Jamais content
(1977)
Bidon est le deuxième album studio d'Alain Souchon sorti en 1976. Il s'est vendu à plus de 75 000 exemplaires en France.
Après le succès de J'ai dix ans, deux ans auparavant, Alain Souchon réédite l'exploit avec un second album, dans la même lignée que le précédent avec des titres comme Bidon et S'asseoir par terre.
Si Laurent Voulzy compose toujours les titres de l'album (sauf six titres), Michel Jonasz apporte sa contribution en signant la musique de la chanson Le monde change de peau et Souchon a composé cinq chansons de l'album.

## Titres
Toutes les paroles sont écrites par Alain Souchon sauf 8 (anonyme XVe siècle).
| 1.   | Le monde change de peau | Michel Jonasz  | 3:44 |
| 2.   | Le Gros Pétard          | Alain Souchon  | 2:46 |
| 3.   | Câlin-câline            | Laurent Voulzy | 2:56 |
| 4.   | Qui dit qui rit         | Laurent Voulzy | 2:36 |
| 5.   | S'asseoir par terre     | Alain Souchon  | 2:58 |
| 6.   | Bidon                   | Laurent Voulzy | 3:47 |
| 7.   | Tout doux               | Michel Jonasz  | 2:53 |
| 8.   | Le Galant niais         | Alain Souchon  | 2:38 |
| 9.   | J'appelle               | Laurent Voulzy | 2:24 |
| 10.  | Petit Pois              | Alain Souchon  | 3:54 |
| 11.  | Petit Pois (reprise)    | Alain Souchon  | 0:52 |
| 32:2 |                         |                |      |